# Miszmarot
Miszmarot (hebr. משמרות) – kibuc położony w Samorządzie Regionu Menasze, w dystrykcie Hajfa, w Izraelu. Członek Ruchu Kibucowego (Ha-Tenu’a ha-Kibbucit).

## Położenie
Kibuc Miszmarot leży na południe od masywu górskiego Karmel, w pobliżu miasta Hadera. Kibuc graniczy z terytorium Autonomii Palestyńskiej.

## Historia

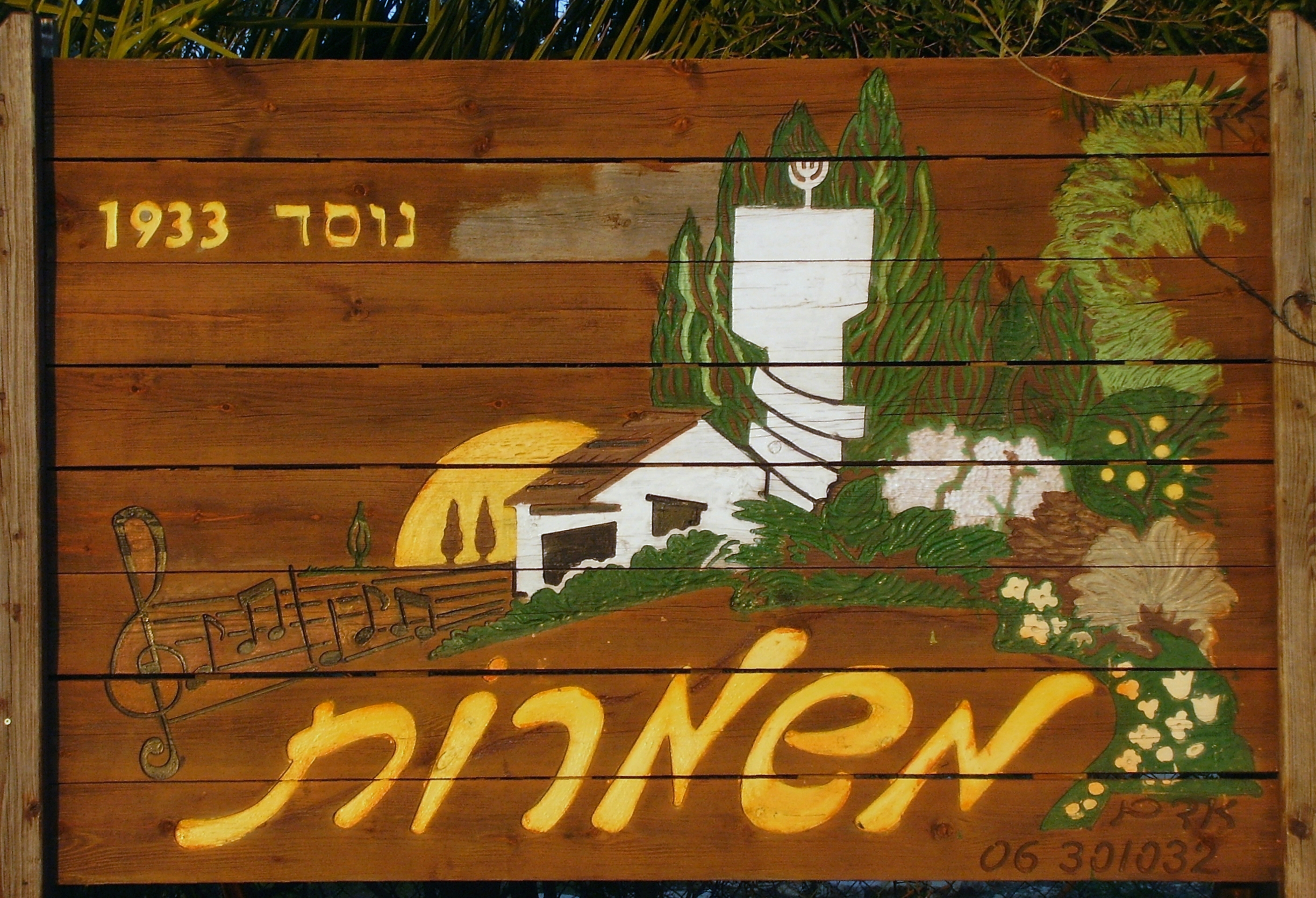
Obraz widoczny przy wjeździe do kibucu Miszmarot

Kibuc został założony w 1933 przez imigrantów z Rosji, Litwy i Łotwy.

## Gospodarka
Gospodarka kibucu opiera się na intensywnym rolnictwie.